# Várzea de Meruge
Várzea de Meruge é uma povoação portuguesa do Município de Seia, na antiga província da Beira Alta, região do Centro e sub-região da Serra da Estrela, que foi sede da extinta Freguesia de Várzea de Meruge, freguesia que tinha 5,90 km² de área e 249 habitantes (2011), e, por isso, uma densidade populacional de 42,2 hab/km².

A Freguesia de Várzea de Meruge foi extinta e agregada à Freguesia de Carragozela, criando-se a União das freguesias de Carragozela e Várzea de Meruge.
Várzea de Meruge recebeu o foral manuelino em 1514.

## População
| Totais e grupos etários | Totais e grupos etários | Totais e grupos etários | Totais e grupos etários | Totais e grupos etários | Totais e grupos etários | Totais e grupos etários | Totais e grupos etários | Totais e grupos etários | Totais e grupos etários | Totais e grupos etários | Totais e grupos etários | Totais e grupos etários | Totais e grupos etários | Totais e grupos etários | Totais e grupos etários |
| ----------------------- | ----------------------- | ----------------------- | ----------------------- | ----------------------- | ----------------------- | ----------------------- | ----------------------- | ----------------------- | ----------------------- | ----------------------- | ----------------------- | ----------------------- | ----------------------- | ----------------------- | ----------------------- |
|                         | 1864                    | 1878                    | 1890                    | 1900                    | 1911                    | 1920                    | 1930                    | 1940                    | 1950                    | 1960                    | 1970                    | 1981                    | 1991                    | 2001                    | 2011                    |
| Total                   | 490                     | 419                     | 410                     | 451                     | 447                     | 434                     | 436                     | 456                     | 504                     | 453                     | 400                     | 341                     | 299                     | 281                     | 249                     |

| 0-14 anos | 15-24 anos | 25-64 anos | 65 e + anos |
| 30 \| 32  | 38 \| 19   | 140 \| 130 | 73 \| 68    |
| +7%       | -50%       | -7%        | -7%         |

## Património
- Ermida de Nossa Senhora da Graça;
- Monumento à imagem Peregrina da Nossa Senhora de Fátima (no Largo da Moita Velha).